# Kirchremda
Kirchremda ist ein Stadtteil von Rudolstadt im Landkreis Saalfeld-Rudolstadt in Thüringen.

## Geografie
Kirchremda liegt direkt am Nordostrand der Kernstadt Remda. Der weilerartige Ort war immer schon mit der Stadt verbunden. In nördlicher Richtung steigt die Flur des Dorfes stetig bergan bis zur Anhöhe bei Breitenheerda und zum Wald um den Weiler Tännich. Östlich gelangt man in die kupierte und hügelige Mulde um Heilsberg. Gegenüber, also östlich sind Anlagen der Stadt und der Landwirtschaft, bevor Altremda erreicht wird. Günstig ist auch die Lage zu den Verkehrswegen. Die Landesstraße führt direkt am Ort vorbei.

## Geschichte
Kirchremda wurde auch wie die anderen Remda-Orte ab 750–770 erstmals urkundlich erwähnt. Bereits 1603 wurde die Dampfbrauerei Ernst Häußer gegründet. Sie war bis 1985 in Betrieb. Das Bier war ein Markenzeichen der Region. „Häußer Bier – das schmeckt mir!“ war der Slogan. Das Dorf war wohl ein Küchenweiler der sich damals entwickelnden Stadt Remda. Einst und heute war der Ort landwirtschaftlich geprägt. Am 20. März 1957 wurde das Dorf eingemeindet.

## Kirche
- Dorfkirche Kirchremda

## Persönlichkeiten
- Alfred Ungelenk (1890–1978), Physiker und Unternehmer